# Floudès
Floudès  egy francia település Gironde megyében az Aquitania régióban. Lakosainak száma 106 fő (2022. január 1.).

## Adminisztráció
Polgármesterek:
- 1947–1952 David Fabre
- 1952–1970 Joseph Labat
- 1970–2008 Kléber Gorin
- 2008–2014 Dominique Monic[2]
- 2014–2020 Jean-Claude Trentin

## Demográfia
| Lakosok száma | 128  | 87   | 85   | 113  | 90   | 98   | 108  | 109  | 110  | 106  |
|               | 1968 | 1982 | 1990 | 2006 | 2013 | 2015 | 2017 | 2019 | 2020 | 2022 |

## Látnivalók
- Sainte Vierge templom

### Galéria

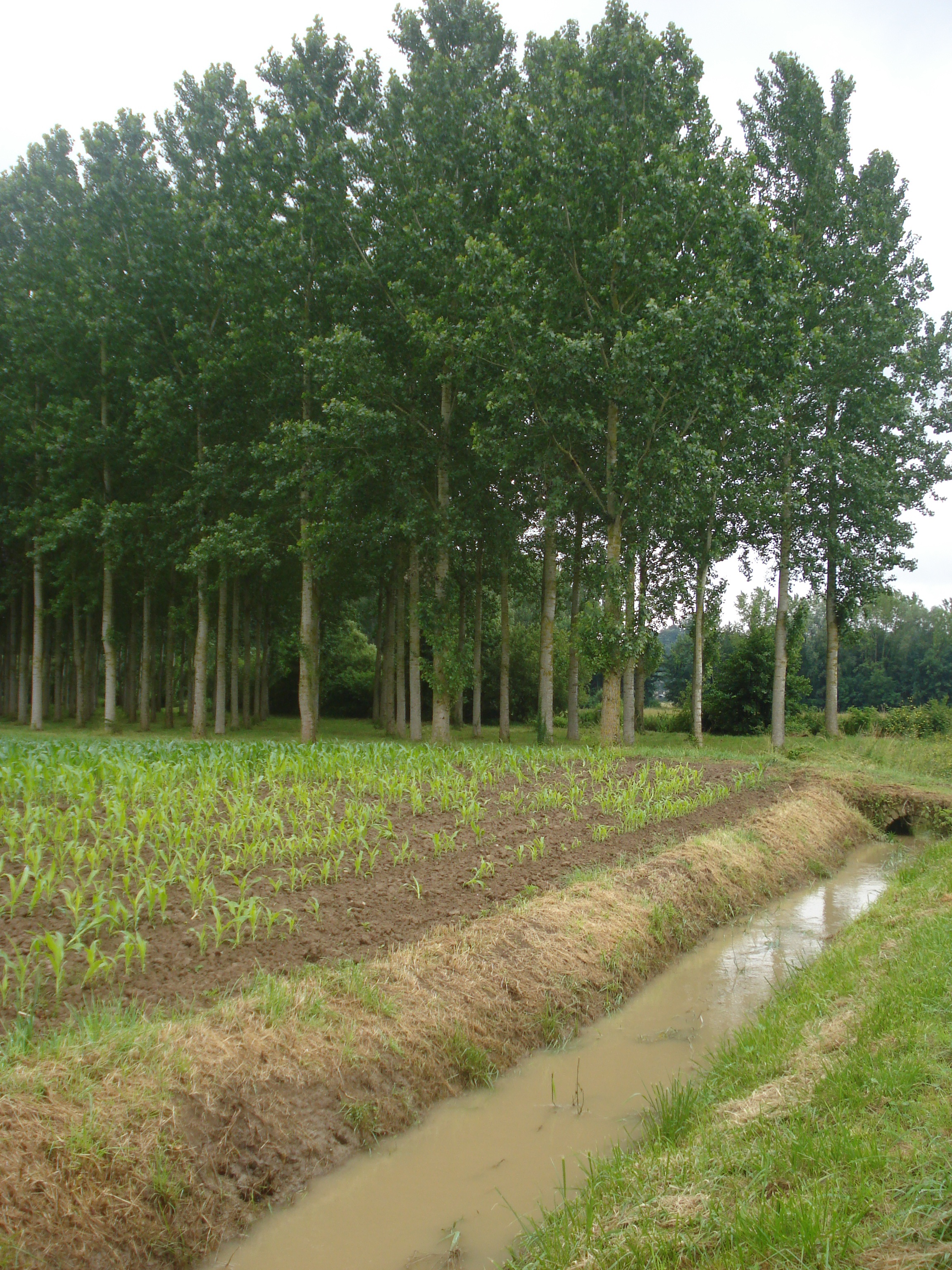
Tájkép
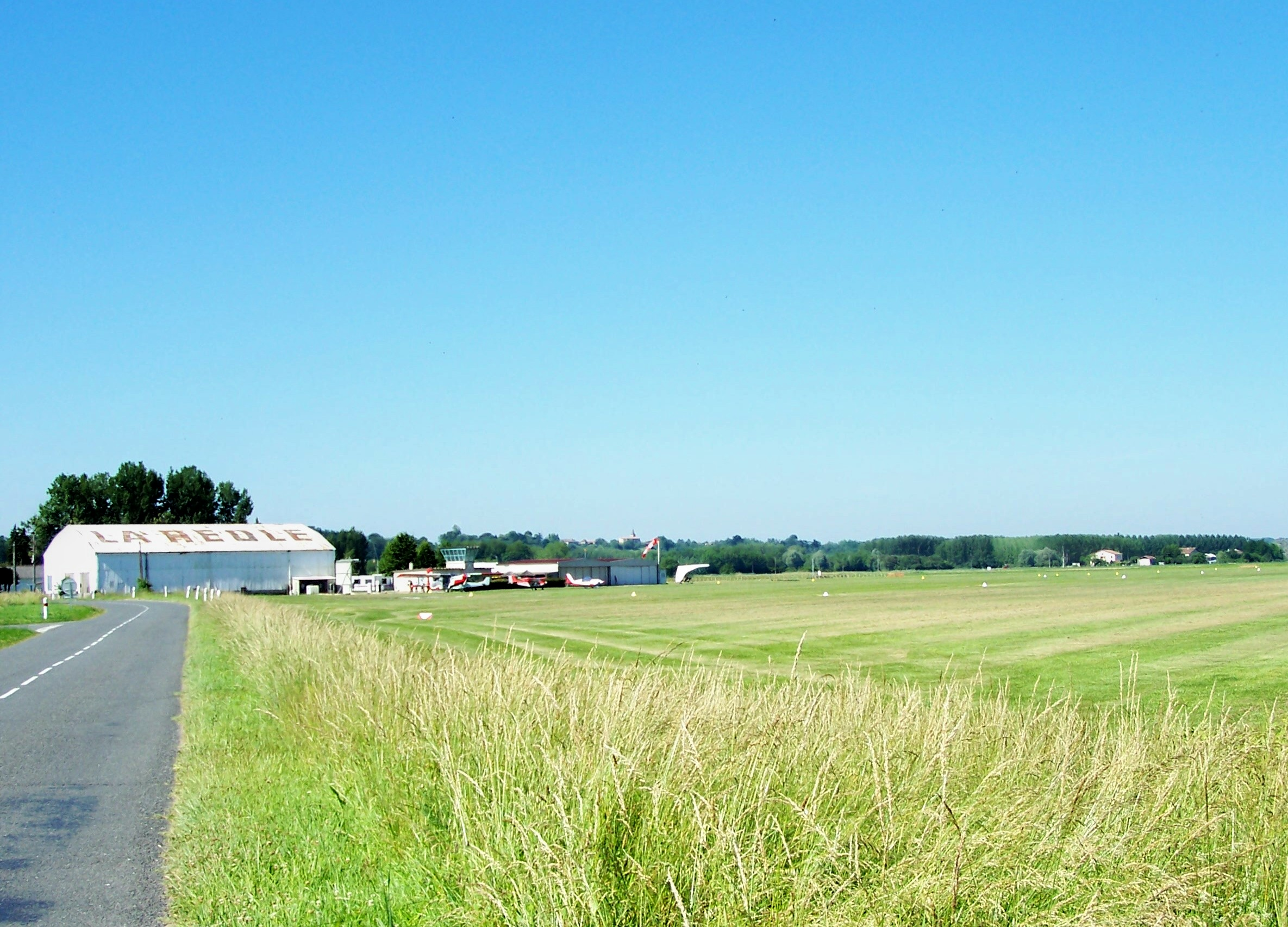
Reptér
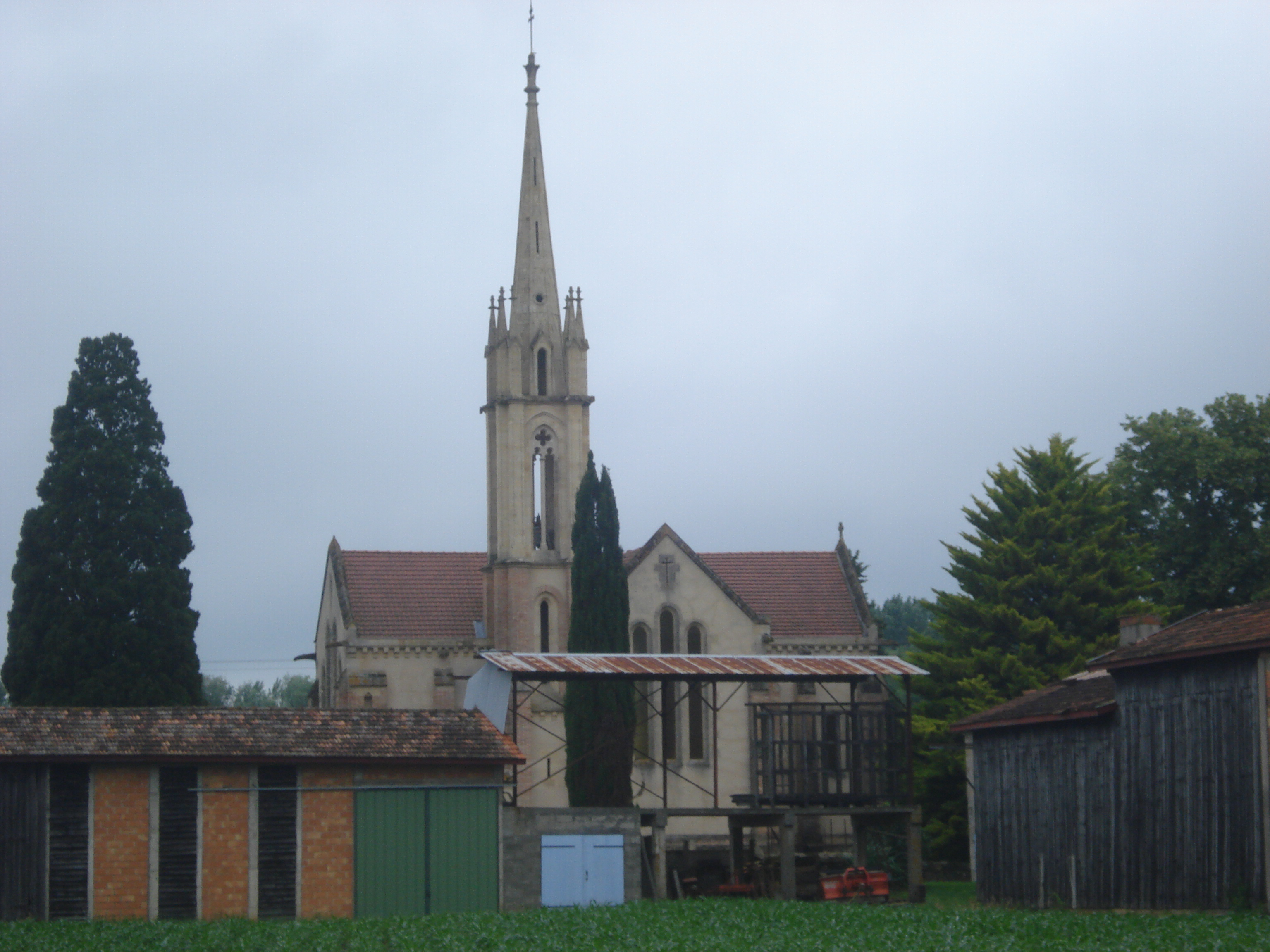
Templom
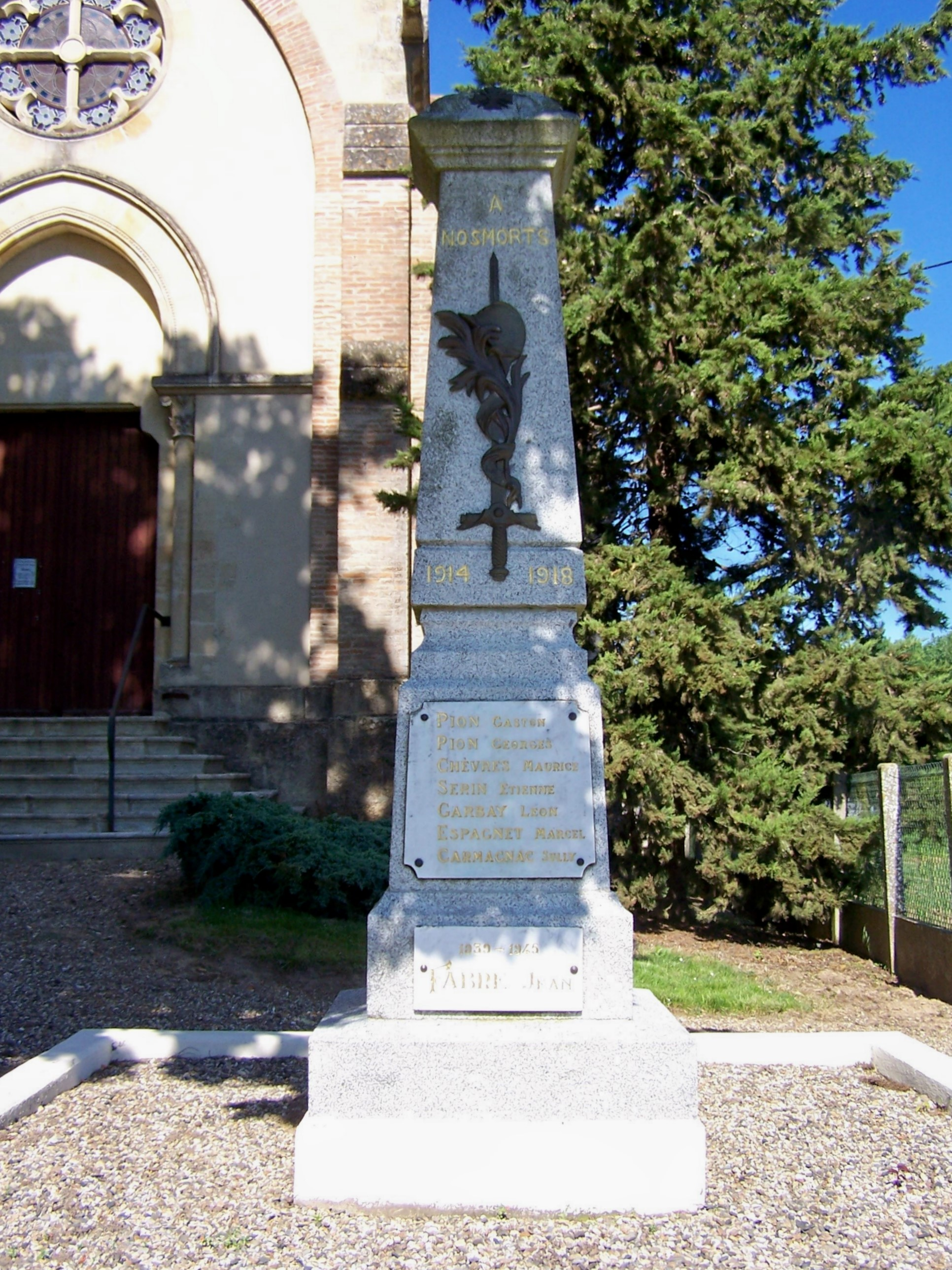
Emlékmű